# آن رادکلیف
آن رادکلیف (انگلیسی: Ann Radcliffe; ۹ ژوئیهٔ ۱۷۶۴ – ۷ فوریهٔ ۱۸۲۳) داستان‌نویس اهل بریتانیا بود. او از پیشگامان رمان گوتیک به‌شمار می‌رود و توصیفاتش از موجودات فراطبیعی به اعتبار و محبوبیت این ژانر در دههٔ ۱۷۹۰ کمک بسزایی کرد.